# برج محمد السادس
برج محمد السادس هو برج أعطى العاهل المغربي الملك محمد السادس انطلاقة أشغال بناءه في مارس من عام 2016، ليكون أكبر برج في أفريقيا، بارتفاع يناهز 250 متر، بتكلفة تصل إلى 4 مليارات درهم (417 مليون دولار).
ويشيد هذا البرج البنك المغربي للتجارة الخارجية، الذي يملكه عثمان بنجلون، أغنى رجل في المغرب. وقدرت مجلة فوربس الشهيرة ثروة بنجلون بنحو 1.9 مليار دولار، ما بوأه المركز 959 في قائمة أثرياء العالم. ويقام هذا المشروع في مدينة سلا قرب مدينة الرباط على ضفاف نهر أبي رقاق، وسيتألف من 45 طابقا، وفق وكالة الأنباء المغربية الرسمية.

## الخصائص
أفادت وكالة الأنباء المغربية الرسمية بأن البرج سيشيد على «قطعة أرض مساحتها 3 هكتارات، على قاعة للعرض تتسع لـ350 مقعدا ومرافق للخدمات ومحلات تجارية في الطابق الأرضي، ومكاتب في الطوابق الـ12 الأولى، وجزء سكني من الطابق 13 إلى الطابق 26 (55 شقة)، وفندق فاخر في الطوابق العليا. كما ستخصص الطوابق الأربعة العليا الأخيرة للشقق الفاخرة».

### التجهيزات
ينتظر أن تتم تغطية ثلث المساحة الإجمالية للواجهة بألواح شمسية، من شأنها تغطية حاجيات البرج من الكهرباء.
وأوضحت الوكالة أيضا أن هذا البرج سيكون «أحد المكونات الأساسية من خطة تنمية مدينة الرباط 2014- 2018» الرباط مدينة الأنوار، عاصمة المغرب الثقافية «الذي أعطيت انطلاقته في مايو/أيار 2014».
وتشمل هذه المرحلة الجديدة من التهيئة أيضا، إنجاز عدد من التجهيزات المبتكرة، من بينها المسرح الكبير للرباط، ودار الفنون والثقافة، ومكتبة الأرشيف الوطني للمملكة المغربية، ومتحف الآثار وعلوم الأرض ومركب سينمائي.

## معرض الصور

البرج في آخر مراحل البناء في مارس 2023

## وصلات خارجية
- الموقع الرسمي لمدينة سلا
- سلوان: موقع حول مدينة سلا
- خمسة من أعلى البنايات في المغرب